# Do It to Me
Do It to Me è un singolo del cantautore statunitense Lionel Richie, pubblicato nel 1992 ed estratto dall album Back to Front.

## Tracce
- 7"/CD Singolo

1. Do It to Me (single radio edit) – 4:37
2. Ballerina Girl – 3:35

- CD Maxi

1. Do It to Me (single radio edit)
2. Do It to Me (instrumental)
3. Do It to Me (extended version)

## Classifiche
| Classifica (1992) | Posizione massima |
| ----------------- | ----------------- |
| Regno Unito       | 33                |
| Stati Uniti       | 21                |